# Be Alright
"Be Alright" é uma canção da artista musical norte-americana Ariana Grande e foi lançada como um single promocional de seu terceiro álbum de estúdio, Dangerous Woman, em 18 de março de 2016 através da Republic Records. Foi escrita por Tommy Brown, Victoria McCants, Khaled Rohaim, Nicholas Audino, Lewis Hughes e Willie Tafa, e produzida por Twice as Nice e Brown. Musicalmente, deriva dos gêneros house e R&B, fundindo elementos da deep house da década de 90. Grande fornece sussurrados ad-libs durante a faixa. Liricamente, é uma canção despreocupada sobre estar otimista. Críticos musicais elogiaram a produção minimalista, a vibe deep house e é considerada uma das melhores canções do álbum. Ela foi apresentada ao vivo pela primeira vez no Saturday Night Live, com coreografia inspirada no estilo vogue e da cultura ballroom.

## Créditos
Todo o processo de elaboração de "Be Alright" atribui os seguintes créditos:
Gravação
- Gravada no Vietom Studios.
- Mixada no Mixstar Studios (Virginia Beach, Califórnia).
- Masterizada nos Sterling Sound.

Produção
| - Ariana Grande - vocais. - Thomas Brown - composição, produção, engenharia, baixo, percussão, programação, teclados, baterias. - Victoria McCants - composição, vocal de apoio. - Khaled Rohaim - composição, produção, baterias, percussão, programação, teclados. - Nicholas Audino - composição, produção, engenharia, baixo, percussão, tambores, programação, teclados, baterias. | - Lewis Hughes - composição, produção, baixo, percussão, programação, teclados. - Willie Tafa - composição. - Serban Ghenea - mixagem. - Christopher Truio - engenharia. - John Hanes - engenharia de mixagem. - Tom Coyne - masterização de áudio. - Aya Merrill - masterização de áudio. |

## Desempenho nas paradas musicais
| Tabela musical (2016)                      | Melhor posição |
| ------------------------------------------ | -------------- |
| Austrália (ARIA)                           | 52             |
| Canadá (Canadian Hot 100)                  | 39             |
| República Checa (Singles Digitál Top 100)  | 86             |
| França (SNEP)                              | 75             |
| Grécia (Billboard Digital Songs)           | 9              |
| Irlanda (IRMA)                             | 92             |
| Japão (Japan Hot 100)                      | 67             |
| Países Baixos (Single Top 100)             | 89             |
| Nova Zelândia (Recorded Music Heatseekers) | 8              |
| Escócia (Scottish Singles Chart)           | 42             |
| Eslováquia (Singles Digitál Top 100)       | 81             |
| Coreia do Sul (Gaon International Chart)   | 25             |
| Reino Unido (Official Charts Company)      | 65             |
| Estados Unidos (Billboard Hot 100)         | 43             |